# Xenotoca melanosoma
Xenotoca melanosoma és una espècie de peix de la família dels goodèids i de l'ordre dels ciprinodontiformes.

## Morfologia
- Els mascles poden assolir 8 cm de longitud total.[4][5]

## Hàbitat
És un peix d'aigua dolça, de clima tropical i demersal.

## Distribució geogràfica
Es troba a Mèxic.

## Observacions
És inofensiu per als humans.